# Régions d'Italie
Cet article concerne les régions administratives italiennes. Ne doit pas être confondu avec Italie (région géographique).
Les régions d'Italie (en italien : regione — au pluriel regioni - le terme français région étant officiel en Vallée d'Aoste) constituent le premier niveau de subdivision du territoire italien.
Les pouvoirs et compétences des régions sont définis dans les articles 114 à 133 de la constitution. Cinq des vingt régions jouissent d'un « statut spécial ».
Chaque région, sauf la Vallée d'Aoste, est divisée en provinces. 
Sur le plan statistique,
les régions sont des unités de niveau 2,
les cinq groupes de régions constituant le niveau 1.

## Histoire
Le royaume d'Italie possédait des municipalités et des provinces (les mandamenti ont été supprimés en 1923, les circondari en 1927), mais les régions n'existaient pas encore en tant qu'entités territoriales. Déjà dans la seconde moitié du XIXe siècle, cependant, Pietro Maestri regroupait les provinces en « districts territoriaux » ou « compartiments » à des fins statistiques, qui étaient les précurseurs des régions italiennes actuelles. Les compartiments n'étaient, cependant, que des subdivisions géographiques à des fins statistiques et n’avaient ni gouvernement ni administration.
Le terme « région » apparaîtra pour la première fois dans l'Annuaire statistique italien de 1912. Les « compartiments statistiques » définis par Maestri avaient une partition, qui est encore presque inchangée dans la délimitation des « régions » de la Seconde Guerre mondiale, à tel point qu'il est difficile de remarquer des différences entre les compartiments de 1870 et les régions actuelles (sauf pour les territoires non encore annexés).
- 1946 à 1948 : Création de quatre territoires à statut spécial (Vallée d'Aoste, Trentin-Haut-Adige, Sardaigne et Sicile) pour éviter les mouvements séparatistes et de protéger les minorités linguistiques.
- 1948 : Introduction du statut des régions dans les articles 113 et 114 de la Constitution de la République italienne.
- 1963 : Création de la région à statut spécial Frioul-Vénétie Julienne et division de la région Abruzzes et Molise.
- 1970 : Généralisation de la régionalisation afin de fournir un cadre adéquat pour la conduite de certaines politiques publiques. Les quinze régions à statut ordinaire sont créées et bénéficient d’un transfert de fonctions administratives de la part de l’État italien.
- 1971 : Nouveau statut spécial du Trentin-Haut-Adige, transférant la plupart des pouvoirs aux provinces de Trente et Bolzano, déclarées autonomes. Il entre en vigueur en 1972.
- Loi no 142 du 8 juin 1990 Nouvelle réglementation des autonomies locales : elle transfère de nouvelles compétences aux régions dont l’établissement et la détermination des fonctions dévolues aux provinces et aux communes. La loi prévoit la création de neuf Villes métropolitaines (Turin, Milan, Venise, Gênes, Bologne, Florence, Rome, Bari et Naples) à la place des provinces correspondantes, mais elle n'est pas appliquée.
- 1999 : Élection des élus régionaux au suffrage direct. Le président de région devient le dirigeant politique du conseil de région, est responsable devant l'assemblée locale, il nomme et révoque les membres de l’exécutif local.
- 1997-1999 : Lois Bassanini (du nom du ministre les ayant préparées) : reconnaissance du principe de subsidiarité et mise en place du « fédéralisme administratif » et définition d’un noyau dur de compétences de l’État. Les autres compétences sont transférées aux différentes régions, qui doivent elles-mêmes en transférer une partie aux provinces et aux communes.
- 2001 : Réforme constitutionnelle : l’Italie passe d’une organisation où les régions ont une liste de domaines de compétences limitée à une organisation où un noyau dur de compétences est défini, ce qui implique l’intervention des régions dans tous les autres domaines.
- Loi no 56 du 7 avril 2014, « Dispositions sur les villes métropolitaines, les provinces, les unions et les fusions de municipalités » : instauration des villes métropolitaines le 1er janvier 2015. Les villes métropolitaines de Bari, Bologne, Florence, Gênes, Milan, Naples, Rome-Capitale et Turin se substituent définitivement aux provinces homonymes. Après les élections municipales de juin 2015, Venise devient, à son tour, ville métropolitaine. Enfin, par la loi régionale no 15 du 4 août 2015, les provinces siciliennes de Catane, Messine et Palerme sont érigées en villes métropolitaines.

## Typologie
En Italie il faut distinguer deux types de régions, selon le statut, c'est-à-dire la constitution régionale, qu'elles possèdent.

### Régions à statut normal
- Régions autonomes

Régions autonomes

Créées dans les années 1970, 15 régions sont dotées d'un statut normal ou ordinaire, qui est approuvé directement par le Conseil régional.
Depuis la réforme de la Constitution italienne de 2001, les régions disposent de considérables pouvoirs en fait de législation. Toutefois, leurs finances se trouvent presque entièrement contrôlées par l'État central, ce qui limite la portée de la réforme.

### Régions autonomes à statut spécial
Cinq régions sont munies d'un statut spécial, approuvé par le Parlement italien, et ont le rang d'une loi constitutionnelle. Selon l'article 116 de la Constitution italienne, des formes et des conditions particulières d'autonomie sont attribuées à la Sicile, à la Sardaigne, au Trentin-Haut Adige, au Frioul-Vénétie Julienne et à la Vallée d'Aoste, selon les statuts spéciaux respectifs adoptés par loi constitutionnelle. C'est pourquoi elles ont de larges pouvoirs législatifs et une autonomie financière considérable. La Vallée d'Aoste retient 90 % de tous ses impôts, la Sicile parfois 100 %.
Quatre régions autonomes ont été créées en 1948 : Sardaigne (avec ses minorités linguistiques sarde et catalane), Sicile (avec ses minorités linguistiques albanaise et grecque), Trentin-Haut-Adige (avec ses minorités germanophone et ladine) et Vallée d'Aoste (avec ses minorités linguistiques francophone, franco-provençale et germanophone).
En 1963 fut créée la région Frioul-Vénétie Julienne, région à la frontière avec de l’ancien rideau de fer, avec des minorités linguistiques frioulane, slovène et germanophone.
Le cas du Trentin-Haut-Adige est particulier, l'autonomie régionale ayant été largement transférée aux deux provinces autonomes de Trente et Bolzano, comme est précisé par l’article 116 de la Constitution italienne.

## Tableau
| Vénétie Sardaigne Sicile Pouilles Basilicate Calabre Molise Campanie Émilie-Romagne Toscane Ombrie Latium Marches Abruzzes Vallée · d'Aoste Lombardie Piémont Ligurie Trentin- · Haut-Adige Frioul- · Vénétie · Julienne |

### Liste
| Localisation | Drapeau | Nom                                             | Sigle | Capitale           | Population (hab.)         | Superficie (km2) | Densité (hab./km2) |
| ------------ | ------- | ----------------------------------------------- | ----- | ------------------ | ------------------------- | ---------------- | ------------------ |
|              |         | Abruzzes (Abruzzo)                              | ABR   | L'Aquila           | +1 316 625, (30/09/2017)  | +10 763,         | +124,              |
|              |         | Basilicate (Basilicata)                         | BAS   | Potenza            | +0567 669, (30/09/2017)   | +09 992,         | +059,              |
|              |         | Calabre (Calabria)                              | CAL   | Catanzaro          | +1 958 296, (30/09/2017)  | +15 079,         | +133,              |
|              |         | Campanie (Campania)                             | CAM   | Naples (Napoli)    | +5 827 949, (30/09/2017)  | +13 590,         | +429,              |
|              |         | Émilie-Romagne (Emilia-Romagna)                 | EMR   | Bologne (Bologna)  | +4 449 499, (30/09/2017)  | +22 446,         | +197,              |
|              |         | Frioul-Vénétie Julienne (Friuli-Venezia Giulia) | FVG   | Trieste            | +1 215 401, (30/09/2017)  | +07 844,         | +158,              |
|              |         | Latium (Lazio)                                  | LAZ   | Rome (Roma)        | +5 897 965, (30/09/2017)  | +17 236,         | +332,              |
|              |         | Ligurie (Liguria)                               | LIG   | Gênes (Genova)     | +1 558 812, (30/09/2017)  | +05 416,         | +298,              |
|              |         | Lombardie (Lombardia)                           | LOM   | Milan (Milano)     | +10 031 195, (30/09/2017) | +23 863,         | +413,              |
|              |         | Marches (Marche)                                | MAR   | Ancône (Ancona)    | +1 532 643, (30/09/2017)  | +09 366,         | +167,              |
|              |         | Molise                                          | MOL   | Campobasso         | +0308 846, (30/09/2017)   | +04 438,         | +072,              |
|              |         | Ombrie (Umbria)                                 | UMB   | Pérouse (Perugia)  | +0885 081, (30/09/2017)   | +08 456,         | +107,              |
|              |         | Piémont (Piemonte)                              | PMN   | Turin (Torino)     | +4 378 224, (30/09/2017)  | +25 402,         | +176,              |
|              |         | Pouilles (Puglia)                               | PUG   | Bari               | +4 051 846, (30/09/2017)  | +19 358,         | +211,              |
|              |         | Sardaigne (Sardegna)                            | SAR   | Cagliari           | +1 649 412, (30/09/2017)  | +24 090,         | +069,              |
|              |         | Sicile (Sicilia)                                | SIC   | Palerme (Palermo)  | +5 032 818, (30/09/2017)  | +25 711,         | +196,              |
|              |         | Toscane (Toscana)                               | TOS   | Florence (Firenze) | +3 739 769, (30/09/2017)  | +22 994,         | +162,              |
|              |         | Trentin-Haut-Adige (Trentino-Alto Adige)        | TAA   | Trente (Trento)    | +1 066 180, (30/09/2017)  | +13 607,         | +076,              |
|              |         | Vallée d'Aoste (Valle d'Aosta)                  | VAO   | Aoste (Aosta)      | +0126 283, (30/09/2017)   | +03 263,         | +039,              |
|              |         | Vénétie (Veneto)                                | VEN   | Venise (Venezia)   | +4 904 184, (30/09/2017)  | +18 399,         | +268,              |

## Institutions
Chaque région est munie d'un Conseil régional, qui exerce les pouvoirs législatifs propres à la région, et d'une Junte régionale (Giunta Regionale) qui est l'organisme exécutif de la région. La Giunta est dirigée par le président de la région (Presidente della Regione), qui est élu au suffrage universel direct (sauf si les statuts particuliers en décident autrement).

### Le pouvoir exécutif régional
Il est détenu par la Junte (Giunta) et son président, lui-même élu au suffrage universel direct (sauf si des statuts particuliers en décident autrement).
Les membres de la Junte sont nommés et peuvent être révoqués par le président de la région. La Junte est chargée de préparer et d'exécuter le budget de la région et met en œuvre les décisions du Conseil régional. Elle dispose de l'initiative des lois régionales et peut proposer des règlements, sans avoir le pouvoir de les imposer (sauf dans les cinq régions à pouvoir spécial).
Le Président de la Junte est le chef de l'exécutif régional. Il représente la région et dirige la politique décidée par la Junte. Il promulgue les lois régionales votées par le Conseil régional ainsi que les règlements. Il est à la tête des domaines administratifs délégués par l’État.

### Le pouvoir législatif régional
Il est détenu par le Conseil régional, composé de 30 à 80 conseillers (selon les régions) élus au suffrage universel direct, pour un mandat de cinq ans.
Le Conseil régional discute et vote les lois régionales et peut proposer des lois à la Chambre des députés italiens. Il peut approuver ou modifier les statuts de la région, sous réserve de constitutionnalité, et être à l'initiative d'un référendum populaire pour approuver les statuts. Le gouvernement italien appose son visa aux lois régionales dans les trente jours suivant leur vote afin de leur conférer une valeur légale.
En cas de désaccord entre le gouvernement italien et la région, un réexamen du projet de loi est demandé au Conseil régional. Si le désaccord persiste, il est tranché soit par le Parlement de la République italienne si le désaccord est d'ordre politique, soit par la Cour constitutionnelle si le texte est présumé illégal. Pour la Sicile, seul le recours à la Cour constitutionnelle est envisageable. Le gouvernement italien, peut en outre, proposer une dissolution d'un Conseil régional si des actes contraires à la loi ou à la Constitution sont constatés ou si son fonctionnement est rendu impossible par une absence de majorité. La dissolution ne peut ensuite être prononcée que par le Président de la République après délibération en Conseil des ministres et étude d'un rapport parlementaire.
Le Conseil régional exerce un contrôle sur la Junte par la possibilité de voter une motion de défiance qui, si elle est approuvée par la majorité absolue de ses membres, contraint la Junte à démissionner, conduit à la dissolution du Conseil régional et provoque de nouvelles élections régionales.

### Des compétences partagées
Selon l'article 117 de la Constitution de la République italienne, le pouvoir législatif est exercé par l’État et les régions.
L’État se réserve des domaines exclusifs : politique étrangère, défense nationale, impôts et monnaie, épargne, sécurité nationale, sécurité sociale, immigration, instruction (normes générales), lois électorales, relations entre État et religions, etc.
Les régions disposent de compétences dans les domaines des transports, des travaux publics, des hôpitaux, de la culture, du tourisme, de l'urbanisme, de la police locale.
De nombreuses compétences sont partagées entre l’État et les régions : enseignement, sécurité du travail, santé, relations internationales, commerce extérieur. Dans ces cas, la région doit suivre les principes fondamentaux édictés par l’État. Les régions ont, en particulier, la faculté d'appliquer les traités internationaux et les directives européennes concernant leurs domaines de compétence et peuvent passer des accords avec des États étrangers ou des collectivités territoriales étrangères.

### Les ressources financières des régions
La région dispose de la libre administration de ses ressources (dépenses, recettes). Celles-ci viennent de trois sources : des subventions de l’État, versées par des fonds de péréquation ; une fiscalité locale ; des financements de projets par l'Union européenne.